# Urša Bogataj
Urša Bogataj (Ljubljana, 7 maart 1995) is een Sloveense schansspringster. Ze vertegenwoordigde haar vaderland op de Olympische Winterspelen 2018 in Pyeongchang en op de Olympische Winterspelen 2022 in Peking.

## Carrière
Bij haar wereldbekerdebuut, bij de allereerste wereldbekerwedstrijd ooit in december 2011 in Lillehammer, scoorde Bogataj direct wereldbekerpunten. In januari 2013 behaalde de Sloveense, in Schonach, haar eerste toptienklassering in een wereldbekerwedstrijd. Op de wereldkampioenschappen schansspringen 2013 in Val di Fiemme eindigde ze als zeventiende op de normale schans, in de gemengde landenwedstrijd eindigde ze samen met Jaka Hvala, Špela Rogelj en Peter Prevc op de achtste plaats. Tijdens de Olympische Winterspelen van 2018 in Pyeongchang eindigde Bogataj als dertigste op de normale schans.
In februari 2019 stond de Sloveense in Ljubno voor de eerste maal in haar carrière op het podium van een wereldbekerwedstrijd. In Seefeld nam ze deel aan de wereldkampioenschappen schansspringen 2019. Op dit toernooi eindigde ze als achtste op de normale schans. Samen met Špela Rogelj, Jerneja Brecl en Nika Križnar eindigde ze als vierde in de landenwedstrijd, in de gemengde landenwedstrijd eindigde ze samen met Žiga Jelar, Nika Križnar en Peter Prevc op de vierde plaats. Op de wereldkampioenschappen schansspringen 2021 in Oberstdorf eindigde Bogataj als elfde op de grote schans en als dertiende op de normale schans. Samen met Nika Križnar, Špela Rogelj en Ema Klinec veroverde ze de zilveren medaille in de wedstrijd. De Sloveense won, mede dankzij vier dagzeges, de Grand Prix schansspringen 2021. Tijdens de Olympische Winterspelen van 2022 werd ze olympisch kampioene op de normale schans.

## Resultaten

### Olympische Spelen
| Jaar | Plaats      | Resultaten |
| ---- | ----------- | ---------- |
| 2018 | Pyeongchang | 30e HS106  |
| 2022 | Peking      | HS106      |

### Wereldkampioenschappen
| Jaar | Plaats        | Resultaten                                   |
| ---- | ------------- | -------------------------------------------- |
| 2013 | Val di Fiemme | 17e HS106 8e Gemengd team HS106              |
| 2019 | Seefeld       | 8e HS109 4e Team HS109 4e Gemengd team HS109 |
| 2021 | Oberstdorf    | 13e HS106 · 11e HS137 · Team HS109           |

### Wereldbeker
Eindklasseringen
| Seizoen   | Algm | RAW |
| --------- | ---- | --- |
| 2011/2012 | 30e  |     |
| 2012/2013 | 14e  |     |
| 2013/2014 | 21e  |     |
| 2014/2015 | 28e  |     |
| 2015/2016 | 19e  |     |
| 2016/2017 | 22e  |     |
| 2017/2018 | 9e   |     |
| 2018/2019 | 11e  | 13e |
| 2019/2020 | 31e  | -   |
| 2020/2021 | 16e  |     |

### Grand-Prix
Eindklasseringen
| Jaar | Plaats |
| ---- | ------ |
| 2012 | 30e    |
| 2013 | 10e    |
| 2014 | 12e    |
| 2015 | 12e    |
| 2016 | 20e    |
| 2017 | 16e    |
| 2018 | 16e    |
| 2019 | 4e     |
| 2021 | Goud   |

Grand-Prixzeges
| Datum             | Plaats      | Schans |
| ----------------- | ----------- | ------ |
| 17 juli 2021      | Wisła       | HS134  |
| 18 juli 2021      | Wisła       | HS134  |
| 6 augustus 2021   | Courchevel  | HS132  |
| 11 september 2021 | Tsjaikovski | HS140  |